# Condado de la Vallesa de Mandor
El condado de la Vallesa de Mandor es un título nobiliario español, con Grandeza de España, creado el 29 de diciembre de 1921 por el rey Alfonso XIII a favor de Enrique Trénor y Montesinos, conde de Montornés y Gran Cruz del Mérito Agrícola.
Su denominación hace referencia al paraje de la Vallesa de Mandor, perteneciente al municipio de Paterna, provincia de Valencia.

## Condes de la Vallesa de Mandor
|                           | Titular                                        | Periodo                   |
| Creación por Alfonso XIII | Creación por Alfonso XIII                      | Creación por Alfonso XIII |
| ------------------------- | ---------------------------------------------- | ------------------------- |
| I                         | Enrique Trénor y Montesinos                    | 1921-1928                 |
| II                        | Enrique Trénor y Despujol                      | 1929-1936                 |
| III                       | Enrique María Trénor y Lamo de Espinosa        | 1953-2017                 |
| IV                        | Francisco de Paula Gómez-Torres y Gómez-Trenor | 2021-actual titular       |

## Historia de los condes de la Vallesa de Mandor
- Enrique Trénor y Montesinos, I conde de la Vallesa de Mandor,[2] gentilhombre grande de España con ejercicio y servidumbre del rey Alfonso XIII.

Casó el 15 de julio d e1885 con María de la Caridad Despujol y Rigalt, I condesa de Montornés. Le sucedió su hijo:
- Enrique Trénor y Despujol (m. 27 de agosto de 1936),[2] II conde de la Vallesa de Mandor.[2]

Casó el 3 de junio de 1924 con María del Carmen Lamo de Espinosa del Portillo, VIII condesa de Noroña. Le sucedió su hijo:
- Enrique María Trénor y Lamo de Espinosa (m. 1 de octubre de 2017),[3] III conde de la Vallesa de Mandor,[2] II conde de Montornés y IX conde de Noroña.

- Francisco de Paula Gómez-Torres y Gómez-Trenor, IV conde de la Vallesa de Mandor[4] y III conde de Montornés.[5]